# Собор Воскресіння Христового (Тирана)
Собор Воскресіння Христового (алб. Katedralja e Ringjalljes së Krishtit) — катедральний собор Албанської православної церкви. Розташований в самому центрі Тирани, на південний захід від Площі Скандербега на Алеї мучеників 4 лютого (Rruga Dëshmorët e 4 Shkurtit). Неподалік від собору розташовано штаб-квартира Соціалістичної партії і Міністерства оборони Албанії.
Будівництво тривало з липня 2004 року до травень 2012 року. Урочисто відкрито 24 червня 2012 року на честь 20-річчя відродження Албанської православної церкви та обрання архієпископа Албанського Анастасія.
Комплекс Кафедрального собору складається з наступних корпусів: кафедральний собор, каплиця, дзвіниця, резиденція Священного Синоду і культурний центр. Це один з найбільших храмів на Балканах.
У східній частині комплексу проходять засідання Священного Синоду, там же розташовується резиденція Архієпископа Албанії Анастасія, бібліотека та дві каплиці.
У східній частині амфітеатру створені невеликий музей, зал презентацій, трапезна і зал для виставок та заходів для дітей.

## Історія
Комплекс нового православного собору побудований у самому центрі столиці, на ділянці, яку виділила державна влада Албанії в 2001 році як компенсація за втрачену землю старого кафедрального собору в Тирані, який був зруйнований безбожною владою в 1967 році.
Для дослідження та проектування архітектурних робіт, у 2002 році було проведено міжнародний конкурс, переможцем якого стала компанія Papadatos Partneriteti LLP Architects, з Нью-Йорка. Власники компанії — православні греки, які іммігрували до США. Крім того, у початковий проект в подальшому були внесені численні уточнення і доповнення.
Архітектурна концепція дзвіниці заввишки 46 метри, була доповнена в порівнянні з початковим проектом.
Для реалізації потреб у проведенні культурних і церковних заходів, були побудовані два поверхи під землею, під всією площею кафедрального собору. В центрі є амфітеатр місткістю 500—850 місць. Ці приміщення будувалися також для виступів та музичних заходів.
Зовнішній вигляд комплексу гармонійно вписався в архітектуру цента міста Тирани, храм видно практично з будь-якого місця центру міста. Це найбільший православний храм в Албанії.
24 червня 2012 року відбулось відкриття нового кафедрального собору. Це було приурочено до 20-річчя відродження автокефальної Албанської православної церкви та вибору глави Албанської православної церкви — архієпископа Анастасія. На відкритті собору був присутній президент країни Бамір Топі..
1 червня 2014 року, у сьому неділю після Великодня, чин великого освячення і літургію при великому скупченні молільників здійснили Патріарх Константинопольський Варфоломій, Патріарх Єрусалимський Феофіл III, Патріарх Сербський Іриней, Патріарх Румунський Даниїл, Архієпископ Кіпрський Хризостом II, Архієпископ Афінський Ієронім II, Митрополит Варшавський Сава, представники Олександрійської, Антіохійської, Руської, Грузинської, Болгарської Церков і глава Албанської єпархії Православної Церкви в Америці. Під час богослужіння лунали вигуки грецькою, арабською, церковнослов'янською, румунською, албанською та англійською мовами

## Архітектура
У прес-релізі Албанської православної церкви сказано: «Архітектурна концепція собору заснована на циклі, який містить нескінченне відчуття часу (вічності), кінцевої осі (тієї, яка з'єднує землю з небесами), що є центром всього ансамблю. Ця вісь є центром величезного хреста, що є основою православної підтримки церкви».
Хрест на куполі, сам купол і вся покрівля храму покриті листовим золотом кольору міді. Між вікнами бані розташовані 52 декоративних елементи, у вигляді барельєфа, а також чотири основні колони храму, прикрашені барельєфами на теми Священного Писання.
Фасад церкви утворюється великий бант. Ця дуга створює враження гостинності, а яскраві стрічки скла синього кольору, створюють враження арки-веселки. Західна стіна викладена білим мармуром, як і центр головного входу. Над головним входом розташований великий бронзовий хрест.
Лоджія, розташована над притвором і два бічних балкона. Поверхи храму доступні так, що всі віруючі мають візуальний контакт з центральною частиною храму, амвона і іконостасу. Купол зсередини прикрашений рельєфною мозаїкою, в центрі якої домінує «Вседержитель», дванадцять променів, що виходять від образу, щоб створити відчуття Божественного Світла, що поширюються через вікна по всьому храму.
Центральний світильник складається з латунних кіл, для декількох рівнів свічок напівкруглої форми. Крім того, 120 свічок, розподілені по периметру, для освітлення церкви.
У північно-західному кутку території храму побудована каплиця, яка покрита хрестоподібним дахом. Її купол, облицьований листовою міддю, закінчується круглими вікнами.
46-метроова дзвіниця складається з чотирьох колон, які символізують чотирьох євангелістів, які проголошують Воскресіння Христове. Вони об'єднуються навколо центральної осі сходів. Кругові сходи веде до двох відкритих поверхам, де знаходяться 16 дзвонів.